# Jan Blumowicz
Jan Blumowicz (ur. 1888 w Warszawie, zm. 13 kwietnia 1938 na Krymie) – święty kapłan prawosławny.

## Życiorys
Pochodził z rodziny robotniczej jako jedno z czworga dzieci. Na temat pierwszych dwudziestu lat jego życia nic nie wiadomo. W 1918 mieszkał z żoną w Deraźnem na Wołyniu. Miał syna Borysa. W tym samym roku zdecydował się na wyjazd razem z małżonką do Moskwy, zostawiając Borysa pod opieką krewnych. W 1923 ukończył studia teologiczne na Moskiewskiej Akademii Duchownej, po czym przyjął święcenia kapłańskie. Został skierowany do pracy duszpasterskiej w Krzywym Rogu. Następnie służył w Orechowie i Sudaku, gdzie mógł przenieść się dzięki pomocy biskupa Porfirego (Gulewicza). Był proboszczem parafii Opieki Matki Bożej w Sudaku do jej zamknięcia przez władze stalinowskie. Cieszył się ogromnym szacunkiem wiernych. Jego stosunek do władz był natomiast jednoznacznie negatywny – otwarcie krytykował działalność rządu oraz prześladowania chrześcijan. 
W 1937 zmarła jego żona. Sam ks. Blumowicz został 25 lipca tego samego roku aresztowany w Teodozji pod zarzutem prowadzenia działalności antyradzieckiej oraz szpiegostwa. Twierdzono również, że syn kapłana jest działaczem monarchistycznej emigracji rosyjskiej i współpracuje z ojcem przeciwko ZSRR. Kapłan nie przyznawał się do zarzutów. Mimo tego 14 lutego 1938 trójka NKWD skazała go na śmierć przez rozstrzelanie. Wyrok wykonano w nieznanym miejscu na terenie Krymu 13 kwietnia 1938. 
Kanonizowany jako nowomęczennik w 2000. Już dwa lata wcześniej za lokalnego świętego uznała go eparchia krymska Ukraińskiego Kościoła Prawosławnego Patriarchatu Moskiewskiego. 